# Malcolm Waite
Pour les articles homonymes, voir Waite.
Malcolm Waite est un acteur américain né le 7 mai 1892 à Menominee, Michigan (États-Unis), mort le 25 avril 1949 à Van Nuys (États-Unis).

## Filmographie
- 1923 : Notre-Dame de Paris (The Hunchback of Notre Dame) de Wallace Worsley
- 1924 : The Hill Billy : Big-Boy
- 1924 : Feet of Mud : The Rival, Donald Duffield
- 1925 : La Ruée vers l'or (The Gold Rush) : Jack Cameron
- 1925 : Tel... Don Juan : Denman
- 1925 : La Fille de Négofol (Kentucky Pride) de John Ford : Carter
- 1925 : Red Hot Tires (en) d'Erle C. Kenton : Crook
- 1925 : Le Réprouvé (Durand of the Bad Lands) de Lynn Reynolds : Clem Allison
- 1925 : The Great Love : Tom Watson
- 1926 : No Man's Gold : Pete Krell
- 1926 : Blarney : Blanco Johnson
- 1926 : Kid Boots de Frank Tuttle : Big Boyle
- 1926 : The Whole Town's Talking : Jack Shields
- 1926 : Desert Valley : Jeff Hoades
- 1927 : The Monkey Talks de Raoul Walsh : Bergerin
- 1927 : The Broncho Twister : Dan Bell
- 1927 : Il était un petit navire (Why Girls Love Sailors) : Sea Captain
- 1927 : Now We're in the Air : Prof. Saenger
- 1928 : L'Arche de Noé (Noah's Ark) : The Blakan / Shem
- 1929 : The Vagabond Lover : Ted Grant
- 1930 : A Notorious Affair : Higgins, Olga's Butler
- 1931 : 24 Hours : Murphy
- 1934 : Kid Millions de Roy Del Ruth : Trumpeteer
- 1935 : Diamond Jim d'A. Edward Sutherland : Fireman
- 1936 : Poppy de A. Edward Sutherland : Deputy Sheriff
- 1937 : Voleurs d'or (en) (Blazing Sixes) de Noel M. Smith : Jamison
- 1939 : Deux Bons Copains (Zenobia) de Gordon Douglas : Juryman
- 1940 : The Boys from Syracuse de A. Edward Sutherland : Capitaine des gardes
- 1941 : Franc Jeu (Honky Tonk) de Jack Conway : Miner
- 1942 : Jackass Mail : Cocky
- 1942 : Vainqueur du destin (The Pride of the Yankees) de Sam Wood : Big strength machine contestant
- 1942 : La Marine triomphe (The Navy Comes Through) de A. Edward Sutherland : Top lookout